# Nélida Federico
Nélida Federico (Buenos Aires, Argentina, 29 de abril de 1920) fue una bandoneonista y pintora argentina, nacida en Buenos Aires, Argentina, el 29 de abril de 1920. Desde pequeña recibió las influencias del arte en el seno familiar. Primero, de su padre, Francisco, violinista y músico de profesión; luego, de Domingo Federico, su hermano mayor, bandoneonista, y quien la iniciaría en la práctica del instrumento. 
Con él Nélida formó el Dúo Federico, en el que Domingo ejecutaba el bandoneón y Nélida cantaba. Así, surgieron primero las giras y actuaciones en teatros, cines y confiterías, tanto de Buenos Aires como del interior del país. Con el correr de los años, Domingo creó una orquesta de señoritas -algo poco usual en la época-, en la que Nélida tocaba el bandoneón. Al poco tiempo, Nélida quedó a cargo de la pequeña orquesta; su hermano continuó su carrera por separado, convirtiéndose en un reconocido compositor de tangos en los años 40 y 50.
Paralelamente, Nélida estudió dibujo y pintura con el Profesor Galante, despertando en ella otro de sus talentos. A la música se le sumó la pintura, la que desarrolló profusamente entre los años 1936 y 1940. No obstante, muy pocas obras suyas de aquella época se han conservado.
En la década de 1950 Graciana Nélida Federico contrajo matrimonio con Adelmo Panini, abandonando momentáneamente la música, y dedicándose a la pintura, destacándose especialmente por sus retratos al óleo. Realizó numerosas exposiciones y participó en concursos y salones provinciales y municipales, obteniendo premios y menciones especiales.
Ya en su madurez, su pasión por la música volvió a seducirla. Retomó su carrera musical actuando en teatros, y en programas de tango de radio y televisión. A los 80 años de edad grabó su primer y único registro discográfico, y continuó tocando hasta los 86, cuando ofreció su último recital en la Academia Porteña del Lunfardo. Falleció el 24 de mayo de 2007, a la edad de 87 años.

## Obras
Su único registro discográfico puede escucharse a través del sitio de Internet: Nélida Federico Sus Mp3